# Битка у Доверском теснацу
Битка у Доверском теснацу била је поморска битка из Првог светског рата, напад немачке торпедне флотиле на савезнички Доверски бараж, који су чували бродови Доверске патроле у ноћи 26.октобра 1917. Завршена је немачком победом.

## Позадина
Савезнички саобраћај у Доверским вратима, између Енглеске и Француске, био је од кључног значаја за савезнички ратни напор у Првом светском рату. За заштиту овог кључног пловног пута формирана је крајем 1914. Доверска патрола, од британских и француских ратних бродова подесних за патролну службу. Од краја 1914. организовано је неколико патролних линија од мањих ратних бродова, а 1915. почело је полагање Доверског баража. Немци су често вршили успешне препаде на патролне снаге које су су штитиле систем савезничких противподморничких прерпека.

## Битка
Немачка дејства ради подршке подморница које су продирале у Доверска врата и Ламанш, изазвала су низ бојева између немачких и савезничких торпедних флотила. Од 1916. Немци су против доверске патроле дејствовали и модерним разарачима, бомбардујући узгред и савезничка поморска упоришта на Ламаншу.
Боље наоружани немачки разарачи и торпедни чамци потигли су у ноћним бојевима знатне успехе: 26. октобра 1916. један дивизион немачких разарача продро је у Доверска врата и потопио 2 разарача, 8 патролних и 1 транспортни брод, а тешко су оштећени 1 разарач и 4 патролна брода који су штитили Доверски бараж.